# ديفيد شيبرد (رسام)
ديفيد شيبرد (بالإنجليزية: David Shepherd)‏ هو رسام وكاتب بريطاني، ولد في 25 أبريل 1931 في لندن في المملكة المتحدة، وتوفي في 19 سبتمبر 2017 بسبب مرض باركنسون.

## وصلات خارجية
- ديفيد شيبرد على موقع ميوزك برينز (الإنجليزية)